# Сипария (регион)
Сипария (англ. Siparia) — регион на острове Тринидад, Тринидад и Тобаго. Граничит с регионом Пенал-Дебе и боро Пойнт-Фортин, а также имеет выход в Карибское море. Площадь региона составляет 495 квадратных километров.
Главой региона на 2019 год является Гленн Рамадхарсингх.

## Избирательные округа
Регион Сипариа разбит на 9 избирательных округов:
- Восточный Опоруч
- Седрос
- Сипариа
- Физабад
- Ла Бреа
- Доу-Виллейдж
- Ерин
- Санта-Флора

## Население
В регионе по данным переписи 2011 года проживает 86 949 человек различных национальностей.
| Раса             | 2011    |
| ---------------- | ------- |
| Индотринидадцы   | 43.6 %  |
| Афро-тринидадцы  | 31.6 %  |
| Смешанные расы   | 14 %    |
| Дугла            | 6.8 %   |
| Китайцы          | 0.17 %  |
| Коренные жители  | 0.26 %  |
| Арабы            | 0.017 % |
| Белые тринидадцы | 0.04 %  |
| Другие           | 0.09 %  |
| Неизвестно       | 3.1 %   |